# هلموت رت‌مایر
هلموت رت‌مایر (آلمانی: Helmut Rethemeier؛ زادهٔ ۸ ژوئن ۱۹۳۹) سوارکار اهل آلمان است.